# Babeasca Grise
Die Weißweinsorte Babeasca Grise ist eine autochthone Sorte aus Rumänien. Sie wurde 1975 in Rumänien durch Mitarbeiter des Institut von Odobești entdeckt. Es handelt sich dabei um eine Mutation der roten Sorte Băbească Neagră. Ähnlich wie die Sorten Grauburgunder oder Gewürztraminer zählt die Sorte trotz hellroter Beeren zu den weißen Sorten. Der Name bedeutet graue Großmuttertraube.
Anbaufläche in Rumänien 328 ha (Stand 2013).

## Ampelographische Sortenmerkmale
- Die Triebspitze ist offen. Sie ist nicht behaart und leicht glänzend.
- Die großen Blätter sind rundlich, fünflappig und nicht gebuchtet. Die Stielbucht ist U-förmig geformt. Das Blatt ist scharf gezähnt.
- Die Traube  ist groß und lockerbeerig. Die rundlichen Beeren sind klein und von fast hellroter Farbe.

## Wein
In der Regel werden aus dieser Sorte einfache Weine erzeugt.

## Synonyme
Babeasca, Babeasca Gri, Sereksiya Rosavi, Shtur Angur.